# جون كوب كوبر
جون كوب كوبر (بالإنجليزية: John Cobb Cooper)‏ هو محامي أمريكي، ولد في 18 سبتمبر 1887 في جاكسونفيل في الولايات المتحدة، وتوفي في 22 يوليو 1967.